# 서울대학교 구 공과대학 광산학과 교사
서울대학교 구 공과대학 광산학과 교사는 서울특별시 노원구에 있는 일제강점기의 건축물이다. 2008년 2월 28일 대한민국의 국가등록문화재 제369호로 지정되었다. 현재는 서울과학기술대학교가 사용하고 있으며 대륙관으로 불리고 있다.

## 개요
이 건물들은 일제가 1943년에 경성광산전문학교를 경기도 양주군 노해면 공덕리로 이전시키면서 지어졌다. 그래서 공덕리에는 경성광산전문학교와 경성제국대학 이공학부의 교사가 있었다. 중앙에 본관을 두고 그 옆에 무도장과 강당이 배치되어 있었다. 1946년의 도면에는 본관 뒤쪽으로 더 많은 공장과 실험실이 즐비하게 들어서 있었음을 알려준다.
일제강점기 말에는 경성광산전문학교가 썼고, 1946년에 경성광산전문학교가 서울대학교 공과대학으로 흡수 통합되면서 1980년까지는 서울대학교 공과대학 5호관으로 사용하였다. 현재는 서울과학기술대학교 공과대학 토목공학과가 사용하고 있다.
전체적인 디자인은 1940년대 모더니즘 풍이다. 전체 배치는 축과 중심을 강조하는 고전주의에 속하며, 특히 본관 중앙의 높은 탑은 일제시대 전문학교의 위용을 보여주려는 시각장치라고 볼 수 있다.

## 사진

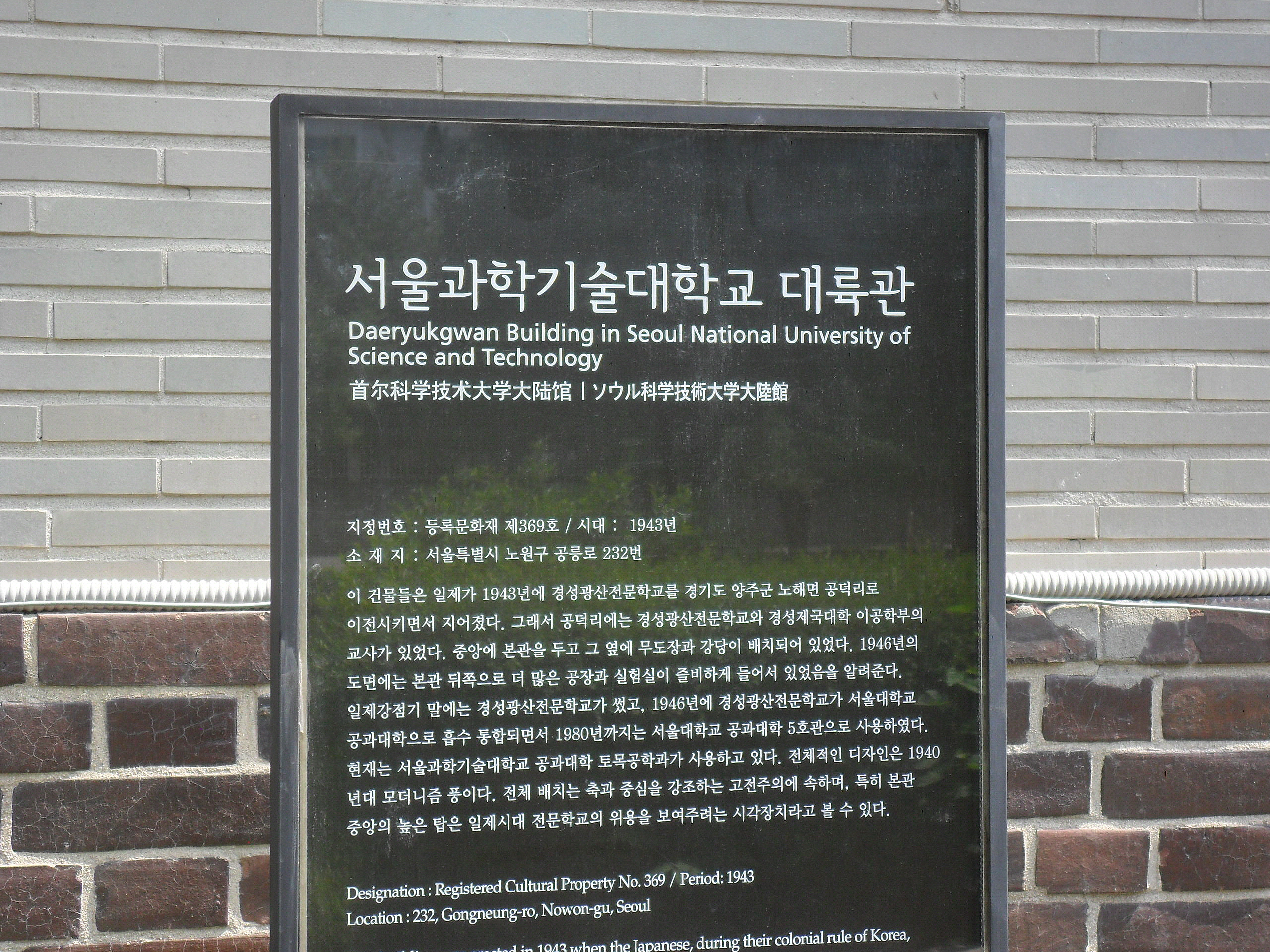
대륙관의 국가등록문화재 현판

## 같이 보기
- 서울과학기술대학교
- 경성광산전문학교
- 경성제국대학
- 서울대학교
- 서울대학교 구 공과대학 본관과 교사 (현 서울과학기술대학교 다산관과 창학관) : 대한민국의 국가등록문화재 12호

## 참고 자료
- 서울대학교 구 공과대학 광산학과 교사 - 국가유산청 국가유산포털